# Ummidia paulacushingae
Espèce
Ummidia paulacushingae est une espèce d'araignées mygalomorphes de la famille des Halonoproctidae.

## Distribution
Cette espèce est endémique du Colorado aux États-Unis,. Elle se rencontre dans les comtés de Mesa et de Delta.

## Description
La carapace du mâle holotype mesure 7,35 mm de long sur 7,13 mm.

## Étymologie
Cette espèce est nommée en l'honneur de Paula E. Cushing.

## Publication originale
- Godwin & Bond, 2021 : « Taxonomic revision of the New World members of the trapdoor spider genus Ummidia Thorell (Araneae, Mygalomorphae, Halonoproctidae). » ZooKeys, no 1027, p. 1-65 (texte intégral).